# Wiebke Paritz
Wiebke Paritz (* 12. August 1938 in Lübeck; † Februar 2017) war eine deutsche Schauspielerin bei Bühne, Film und Fernsehen.

## Leben und Wirken
Wiebke Paritz erhielt eine Tanzausbildung sowie eine Schauspielausbildung bei Eduard Marks in Hamburg. Zu dieser Zeit wurde sie, ehe sie ihr erstes Festengagement an eine Bühne antreten konnte, mit einer Nebenrolle vor die Kinokamera geholt. An der Seite von Marika Rökk spielte Wiebke Paritz ihre Tochter in der Hamburger Real-Film-Produktion Die Nacht vor der Premiere. Zeitgleich zur Uraufführung des Films, im Mai 1959, landete die Nachwuchsmimin auf dem Cover der Frauenzeitschrift „Libelle“. 
Trotz dieses publikumswirksamen Einstands konzentrierte sich Wiebke Paritz anschließend auf ihre Bühnenarbeit und nahm, nach ihrem Theaterdebüt in Hamburg, Engagements an Spielstätten in der bundesdeutschen Provinz wie Heidelberg, Castrop-Rauxel, Kassel und Ulm an. Später kehrte die Künstlerin nach Hamburg (Theater im Zimmer) zurück und spielte auch in Berlin (Freie Volksbühne). In den 1960er und 1970er Jahren kamen auch eine Reihe von Fernsehangeboten hinzu, und Wiebke Paritz wirkte auch in diversen Rundfunksendungen des Südwestfunks an. Wenig später verliert sich ihre Spur.

## Filmografie
Fernsehfilme, wenn nicht anders angegeben
- 1959: Die schönste Blume
- 1959: Die Nacht vor der Premiere
- 1959: Einkaufsbummel zu zweit
- 1965: Scherenschnitt
- 1968: Die Stillen im Lande
- 1969: Kollege Bindelmann
- 1973: Tatort: Stuttgarter Blüten
- 1975: Memento Mori